# Leonízio Fantoni
Leonídio Fantoni, conhecido como Niginho no Brasil e Fantoni III na Itália (Belo Horizonte, 12 de fevereiro de 1912 — Belo Horizonte, 5 de setembro de 1975), foi um futebolista brasileiro que atuou como atacante.

## Carreira

### Palestra mineiro
Niginho nasceu em uma família cruzeirense, em Belo Horizonte. Ao menos cinco familiares atuaram pelo Cruzeiro: ele, os irmãos João Fantoni (Ninão) e Orlando Fantoni, o primo Otávio Fantoni (Nininho) e os sobrinhos Benito e Fernando Fantoni atuaram todos pela Raposa: excetuando os sobrinhos, todos atuaram na época em que o clube era Palestra Itália e jogaram pela Lazio como em uma dinastia: Ninão foi Fantoni I, Nininho foi Fantoni II, ele foi Fantoni III e Orlando, Fantoni IV. Fernando Fantoni também passaria pela equipe romana, como Fantoni V.
Com quatorze anos, já atuava nas categorias de base do Palestra. "Niginho" não foi apenas seu único apelido. Ficou também conhecido como "Carrasco dos Clássicos", por ter sido o palestrino/cruzeirense que mais marcou gols contra Atlético e América. Outro era "Tanque", fruto de sua especialidade, romper as defesas adversárias aproveitando-se de sua alta estatura e força física. "Menino Metralha" foi outra alcunha, a primeira: chutava tanto a gol quando chegou ao time principal, aos 19 anos, que logo passou a ser chamado dessa forma.
Em sua primeira passagem pelo Palestra, ganhou um tricampeonato mineiro, em 1928, 1929 e 1930.

### Lazio
Em 1931, foi contratado pela Lazio, que no ano anterior levara o irmão Ninão e o primo Nininho. A família Fantoni jogou ao lado de outros brasileiros, no elenco que ficou conhecido como "Brasilazio": o clube romano traria, do Corinthians, Filó, De Maria, Del Debbio, Rato e Amílcar; do Palestra paulista, Pepe, Duílio Salatin e Enzio Serafini; e também André Tedesco (do Santos) e Benedito (do Botafogo).
A partida mais memorável de Niginho pela biancoceleste deu-se contra o Milan, quando marcou quatro gols. A trajetória na Itália, terra das raízes familiares, acabou interrompida quando ele, que tinha dupla cidadania, foi convocado para lutar com as tropas fascistas na Abissínia, invadida pelo exército italiano por ordem de Mussolini.
A convocação deu-se em 1935, um mês após Niginho ter-se casado com uma húngara que conhecera em Roma, Ana. Não querendo ficar longe de sua esposa e temendo uma guerra, retornou ao Brasil com autorização de sua equipe, que inclusive pagou as despesas com a viagem de navio.  O ano foi difícil: em fevereiro, o primo Nininho, que chegara a atuar pela Seleção Italiana, morreu em virtude de uma septicemia decorrida de infecção em lesão que sofrera no nariz em uma partida. Sem o consentimento formal da Lazio, foi jogar em outro Palestra Itália, o de São Paulo.

### Retorno ao Brasil
Sua passagem pelo atual Palmeiras foi curta, porém vitoriosa: jogou as seis partidas finais da decisão do campeonato paulista, marcando seis vezes e sendo campeão. Depois, foi jogar no Rio de Janeiro, contratado pelo Vasco da Gama. Pela equipe cruz-maltina chegou à Seleção Brasileira, convocado pelo técnico Ademar Pimenta para as disputas do Campeonato Sul-Americano de 1937. Participou da estreia, contra o Peru, marcando na vitória brasileira por 3 x 1.

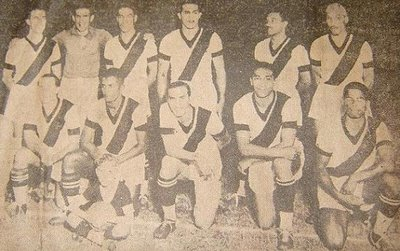
1938: Poroto, Rei, Zé Luiz, Calocero, Rapha e Zarzur; Lindo, Alfredo I, Niginho, Feitiço e Luna.

Pimenta levou-o também à Copa do Mundo de 1938. Ali, seria o reserva de Leônidas da Silva. E, mesmo quando Leônidas não jogou, na semifinal contra a Itália, Niginho não entrou em campo. Sabendo de sua presença na delegação brasileira, os italianos, embora não tivessem feito um protesto formal,  informaram a FIFA de que a situação do atacante era irregular, pois para jogar o torneio ele dependia de uma autorização da Lazio, e de que ele era um desertor do exército italiano.
Em razão disso, Leônidas, que se machucou no empate em 1 x 1 contra a Tchecoslováquia, teve de jogar no sacrifício no jogo-desempate.  O Brasil venceu por 2 x 1, mas sua lesão agravou-se e o Diamante ficou sem condições de enfrentar os italianos.
Em 1939, ele voltou ao Palestra Mineiro, que se renomeou Cruzeiro em 1942. Foi novamente tricampeão estadual, em 1943, 1944 e 1945. Encerrou a carreira em 1946, atuando ao lado do irmão Orlando - que no ano seguinte iria para a Lazio. Niginho deixou os gramados com 207 gols em 257 partidas pelo Palestra/Cruzeiro, firmando-se como o maior ídolo do clube na era pré-Mineirão. É também o terceiro maior artilheiro da história do time, pelo qual seria novamente tricampeão estadual em 1959, 1960 e 1961, como treinador.
Niginho manteve-se trabalhando no clube social do Cruzeiro até sua morte, em 1975, ocasionada por um mal súbito quando estava a caminho da Toca da Raposa para rever os amigos após afastar-se em virtude de recuperação de uma cirurgia.

## Títulos
Cruzeiro
- Campeonato Mineiro: 1928, 1929, 1930, 1940, 1941, 1943, 1944, 1945
- Torneio Início de Minas Gerais: 1929, 1940, 1941, 1943, 1944

Palmeiras
- Campeonato Paulista: 1936

Vasco da Gama
- Taça dos Campeões Estaduais Rio–São Paulo de 1936: 1937

Seleção Carioca
- Campeonato Brasileiro de Seleções Estaduais: 1938

## Premiações
- Jogador do ano: Melhor jogador do Vasco na temporada 1938.
- Artilheiro do Campeonato Carioca de 1937 com 25 gols.